# Afrykanka niebieskorzytna
Afrykanka niebieskorzytna (Poicephalus rueppellii) – gatunek średniej wielkości ptaka z rodziny papugowatych (Psittacidae), podrodziny papug afrykańskich (Psittacinae). Występuje w Angoli i Namibii. Nie jest zagrożony wyginięciem.

## Taksonomia
Po raz pierwszy gatunek opisał George Robert Gray w 1849. Holotyp pochodził z Damaralandu, ale autor opisu błędnie podał, że z okolic rzeki Nunez w Gwinei. Opis ukazał się w Proceedings of the Zoological Society of London, dołączona była do niego tablica barwna. Gray nadał afrykance niebieskorzytnej nazwę Psittacus Rüppellii. Akceptowana obecnie (2020) przez IOC nazwa to Poicephalus rueppellii. Afrykanka niebieskorzytna jest gatunkiem monotypowym.
Nazwa rodzajowa pochodzi z greki i oznacza „szarogłowy” (φαιος phaios – „szary” oraz -κεφαλος -kephalos – „-głowy” (κεφαλη kephalē – „głowa”)). Nazwa naukowa gatunku upamiętnia Eduarda Rüppella.

## Morfologia
Ciała afrykanek niebieskorzytnych osiągają długość 197–217 mm, ich skrzydła 139–153 mm, dziób – 20,2–22,8 mm, a skok – 18 mm długości. Masa ciała według autorów HBW mieści się w przedziale 98–140 g. Większość upierzenia przybiera kolor szarobrązowy. Wyróżniają się elementy żółte: zgięcie skrzydła i jego krawędź, pokrywy podskrzydłowe i nogawice. Grzbiet i barkówki przybierają kolor ziemistobrązowy; pióra te mają nieco srebrzyste, jaśniejsze końcówki, jednak nie jest to cecha dobrze widoczna. Tęczówka przybiera barwę czerwonopomarańczową. Górna szczęka jest szarobrązowa, żuchwa biaława. Występuje dymorfizm płciowy: samica jest barwniejsza – ma jasne, niebieskie (w odcieniu lazurowym) pióra na kuprze.

## Zasięg występowania
Afrykanka niebieskorzytna zamieszkuje południowo-zachodnią Angolę oraz północną i centralną Namibię. Nie podejmuje wędrówek, jednak prowadzi nomadyczny tryb życia i w ciągu dnia może przebyć do 5 km w poszukiwaniu pożywienia (przeważnie pozostaje w pobliżu miejsc, gdzie udaje się na nocny spoczynek).

## Ekologia
Ptaki z gatunku P. rueppellii zasiedlają różnorodne środowiska, w tym półpustynie, stepy porośnięte suchymi trawami, suche lasy i zadrzewione okolice różnych cieków. Zamieszkuje środowiska, w których występują akacje (Acacia), wilczomlecze (Euphorbia), przedstawiciele Brachystegia (bobowate), formacje typu thornveld zdominowane przez baobab afrykański (Adansonia digitata) oraz zespół roślinności  Commiphora–Acacia. Afrykanki niebieskorzytne zawsze występują w pobliżu cieków czy zbiorników wodnych, prawdopodobnie powstawanie otworów wiertniczych i punktów z wodą pitną do obszarów rolniczych przyczyniło się do rozszerzenia zasięgu P. rueppellii. 

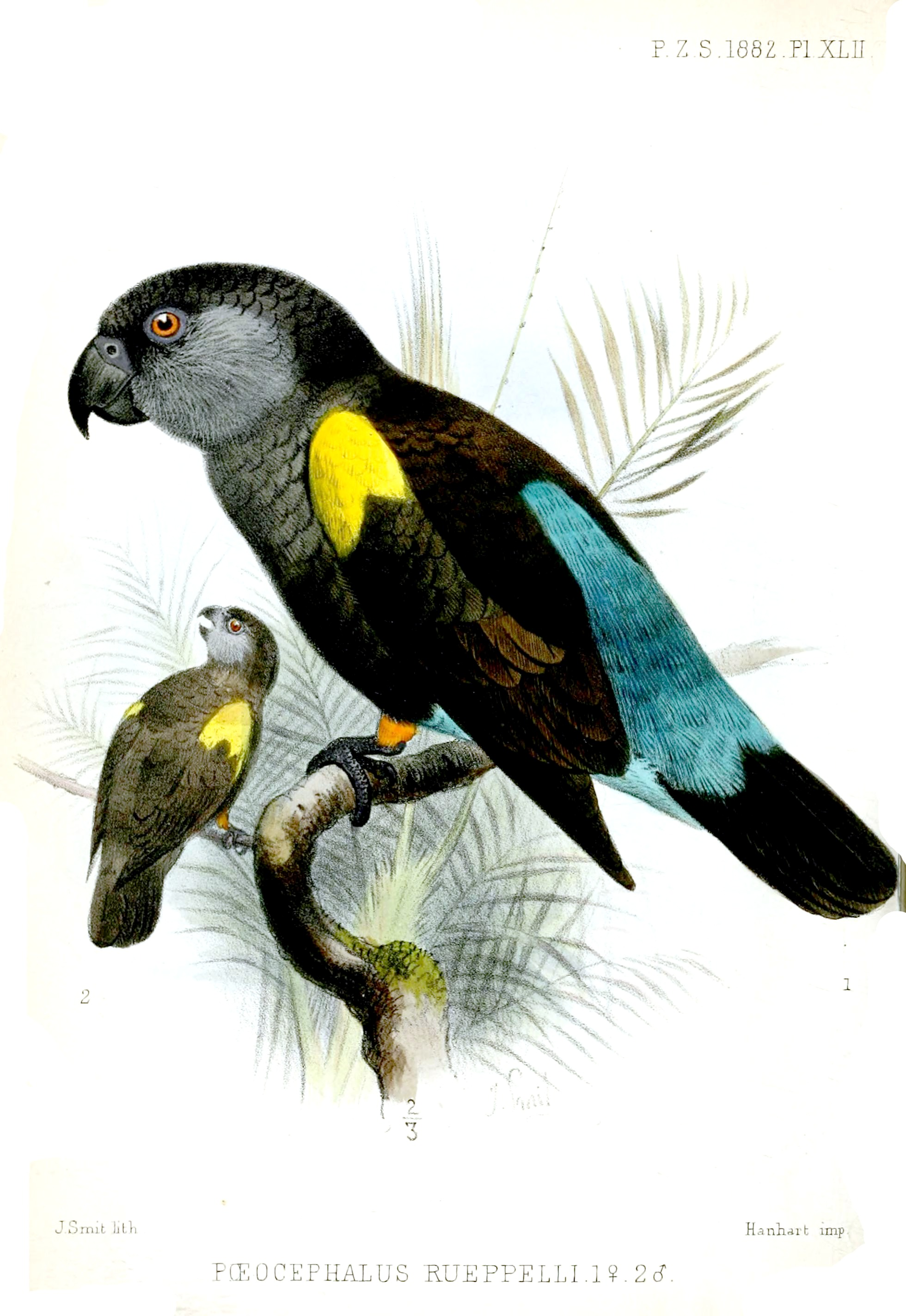
Tablica barwna z 1882 ilustrująca dymorfizm płciowy – ozdobne, niebieskie pióra mają jedynie samice

Najczęściej afrykanki niebieskorzytne są obserwowane podczas picia, zazwyczaj wczesnym rankiem (okazjonalnie po południu). Są towarzyskie, niekiedy formują grupy liczące 6–20 osobników (lub większe, kiedy jest pod dostatkiem pożywienia lub wody). Nie wykazują agresywnych zachowań terytorialnych. W sytuacji zagrożenia ptaki zamierają bez ruchu na gałęzi. Ogół zachowań u tego gatunku jest podobny jak u afrykanki złotoplamej (P. meyeri) i brunatnogłowej (P. cryptoxanthus).

### Pożywienie
W Namibii od grudnia do sierpnia ziarno stanowi największy odsetek spożywanego pokarmu, zaś owady i kwiaty tworzą duży odsetek diety tuż po rozpoczęciu pory deszczowej. W badaniach dotyczących ptaków w Namibii odnotowano 19 gatunków roślin, na których żerowały afrykanki niebieskorzytne w przeciągu roku. Inne badania, prowadzone między lutym 1996 a styczniem 1997, wskazują na 37 gatunków roślin, którymi żywiły się ptaki. W przypadku niektórych roślin prócz nasion zjadane są również kwiaty, owoce i liście. Terminalia prunioides (trudziczkowate) miała duże znaczenie dla badanych afrykanek; choć owocowała w styczniu, jej torebki nasienne utrzymywały się przez całą zimę, dzięki czemu ptaki mogły pożywiać się na roślinach tego gatunku przez większość roku. Jedynie we wrześniu nie zaobserwowano żerowania na T. prunioides.
Albizia anthelmintica (bobowate) i Tapinanthus oleifolius (gązewnikowate) rozkwitają przed deszczami, dzięki czemu ich nektar stał się głównym składnikiem diety badanych papug we wrześniu. Z pozostałych gatunków można wymienić m.in. figowca sykomorę (Ficus sycomorus), na którego owocach afrykanki żerowały przez 7 miesięcy w roku. Zjadały również nasiona z pestkowców Grewia tenax (lipowate) oraz Ziziphus mucronata (szakłakowate). Wykazywały wyraźne preferencje co do stopnia dojrzałości owoców, zjadając chętniej miękkie, zielone lub żółte owoce zamiast dojrzalszych. Prawdopodobnie czynią to celem uniknięcia konkurencji z innymi owocożernymi gatunkami.

### Lęgi
Biologia rozrodu na wolności jest bardzo słabo poznana. Z obserwacji z północnej Namibii z lat 1996/1997 wynika, że gniazda umieszczane są na wysokości przynajmniej 3 m nad ziemią w dziupli drzewa; 18 z 25 gniazd znajdowało się w żywym drzewie. Nie stwierdzono preferencji co do kierunku, w którym zorientowane jest wejście do dziupli. Wśród badanych gniazd 18 znajdowało się w pniach trzech gatunkach drzew: Faidherbia albida (8), Acacia erioloba (6) oraz Combretum imberbe (4). Większość dziupli była wykuta przez przedstawicieli dzięciołowych. Jedno gniazdo, znajdujące się w pniu jakarandy (Jacaranda), należało wcześniej do dzięcioła sawannowego (Chloropicus namaquus). Papugi z gatunku P. rueppellii robią również użytek z dziupli dzięciolika złotosternego (Campethera abingoni) i prawdopodobnie także akacjowego (C. bennettii).
Afrykanki niebieskorzytne składają jaja najwcześniej w styczniu, choć pora deszczowa trwa przeważnie od listopada do marca. Wskazuje to na łączenie pory gniazdowania raczej ze skutkami opadów niż z samym ich nadejściem. W zniesieniu znajduje się od dwóch do pięciu białych jaj, składnych od stycznia do marca. Znane wymiary dla trzech jaj (dane z 1964) (n=3) wynoszą 27,3–24 mm. Inkubacja rozpoczyna się wraz ze złożeniem pierwszego jaja i trwa około 28 dni; wysiaduje jedynie samica. Młode klują się niesynchronicznie, w kolejności w jakiej składane były jaja. Opierzenie następuje po około 2 miesiącach, między kwietniem a czerwcem. W razie obfitości źródeł pożywienia wszystkie pisklęta mogą przeżyć, jednak jest to sytuacja nietypowa.

## Status i zagrożenia
IUCN uznaje afrykankę niebieskorzytną za gatunek najmniejszej troski (LC, Least Concern) nieprzerwanie od 1988. Trend liczebności populacji uznaje się za spadkowy. BirdLife International wskazuje 9 ostoi ptaków IBA, w których występuje P. rueppellii. Jest to m.in. Park Narodowy Iona, mierzeja Mussulo w Angoli, Park Narodowy Etoszy oraz Park Narodowy Namib-Naukluft.